# 埃米苏姆
 埃米苏姆（约公元前2004年——约公元前1977年前后在位）（英語：Emisum）阿摩利人的拉尔萨国王之一。约活动于公元前21世纪前后的美索不达米亚的拉尔萨城邦。承袭纳普拉努姆之位，在位约二十余年，事迹阙如。死后由萨米乌姆继承君位。